# Lorenzo Ghiberti
Lorenzo Ghiberti, född cirka 1378 i Florens, död 1 december 1455 i Florens, var en italiensk skulptör, guldsmed, arkitekt och författare till böcker om florentinsk konst. Ghiberti är mest berömd för att ha utfört Porta del Paradiso ("Paradisporten") på baptisteriet i Florens (1425–1452).

## Biografi
Ghiberti gick först i guldsmedslära och var därefter verksam som målare i Rimini, innan han så småningom hamnade i Florens.
Året 1401 utlyste ullhandlarnas skrå en tävling för att utföra de östra portarna till baptisteriet i Florens. (Dörrarna återfinns nu på den norra sidan dit de flyttades för att bereda plats för de gyllene portarna som Ghiberti började skapa 25 år senare). Dessa de första portarna som Ghiberti skapade tog över 20 år att färdigställa. De liknar till stor del de allra äldsta portarna utformade av Andrea Pisano på södra sidan av baptisteriet, vilka var de första portarna som sattes upp på baptisteriet. Jämfört med sin föregångare Pisano visar Ghiberti på renässansens kännedom om den antika klassiska konsten med perspektiviska förkortningar hos figurerna. Reliefen är betydligt grundare i utförandet än Pisanos reliefer som delvis är nästan skulpturalt frigjorda från bakgrunden. Ghiberti vann tävlingen 1403, och hans bidrag var nyskapande på många sätt, dels var relieferna till stora delar utförda i en grundare reliefteknik än tidigare, dels hade Ghiberti skapat en metod för gjutningen av relieferna som innebar att det användes ännu mindre mängd metall. Eftersom metaller betingade höga priser vid den tiden, blev det ett viktigt argument för juryn. Orsaken till tävlingen var, att man ville ära och tacka Gud för att pesten, som hade härjat Florens i omgångar ända sedan 1300-talet, nu verkade ha lämnat staden. Av de sju bidragen till tävlingen finns endast Brunelleschis samt Ghibertis vinnande bidrag kvar; dessa förvaras i Museo Nazionale, Palazzo Bargello, i Florens.

## Paradisets portar
Ännu längre tid tog "Paradisportarna" eller de gyllene portarna på kyrkans östra sida, med vilka Ghiberti arbetade från 1425 till 1452. Uppdraget fick han i anslutning till att han avslutat arbetet med det första dörrparet som idag sitter på norra sidan av baptisteriet. Med sin förgyllning lär de gyllene portarna ha kostat ungefär lika mycket som stadens militära försvar för ett helt år. En förändring gentemot de äldre portarna är att relieferna på de gyllene portarna frigjorts från den medeltida fyrpass-inramningen och infattas istället i en enklare kvadratisk form. I de reliefytor där arkitektur förekommer ser man att Ghiberti behärskar centralperspektivet fullt ut. Relieferna är nu i en ännu lägre och mer raffinerad stil. 
Motiven är hämtade från Gamla Testamentet till skillnad från de första dörrarna på norra fasaden som skildrar scener ur Nya Testamentet. Under tiden portarna skapades, var Ghiberti även sysselsatt med flera andra projekt i Florens men han verkade främst som bildhuggare och guldsmed. I Europas museer, särskilt i Berlin, finns små skulpturer av Ghiberti. I Florens skapade han även tre statyer för fasaderna till Or San Michele samt ett par helgonskrin med reliefer. Av dessa senare märks särskilt Zenobiusskrinet (färdigt 1442) och visar tillsammans med baptisteriets gyllene portar på Ghibertis fullmogna stil. Därutöver författade han det konstteoretiska verket Commentarii som består av tre delar, om antikens konst, om konsten från senare delen av 1200-talet och fram till Ghibertis egen tid, samt teori rörande konst och optik.

## Bilder

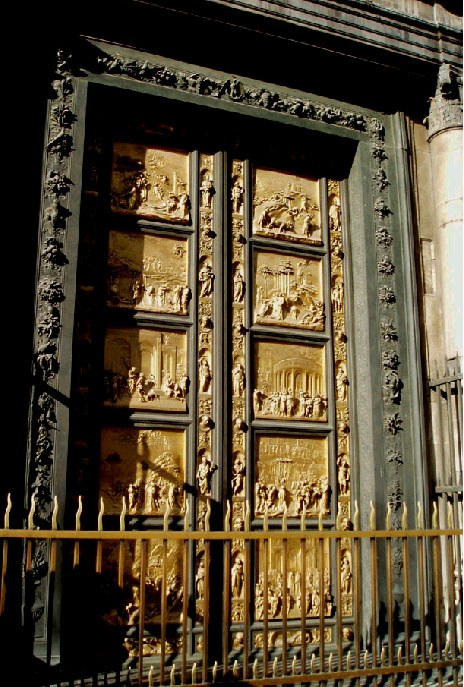
De gyllene portarna på östra sidan av baptisteriet i Florens.
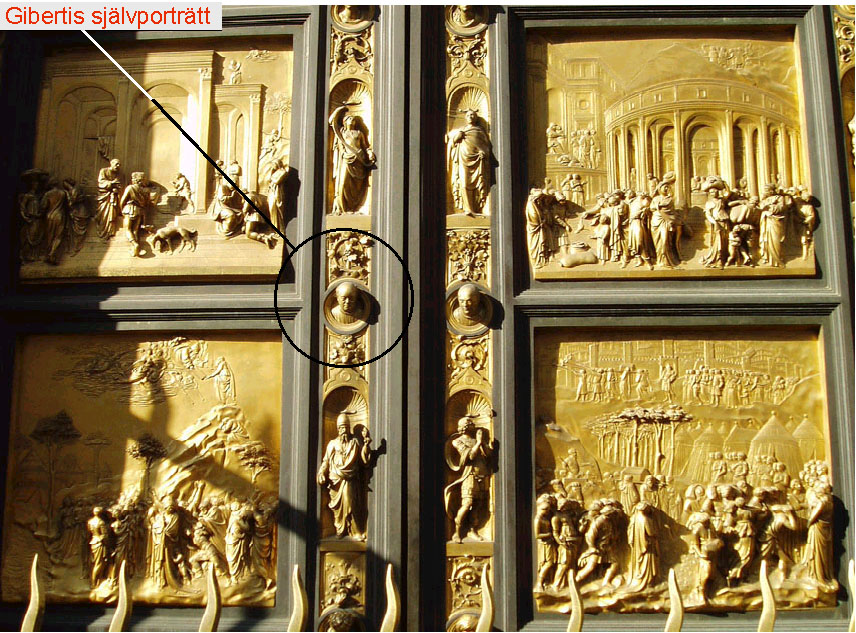
Närbild av de gyllene portarna.
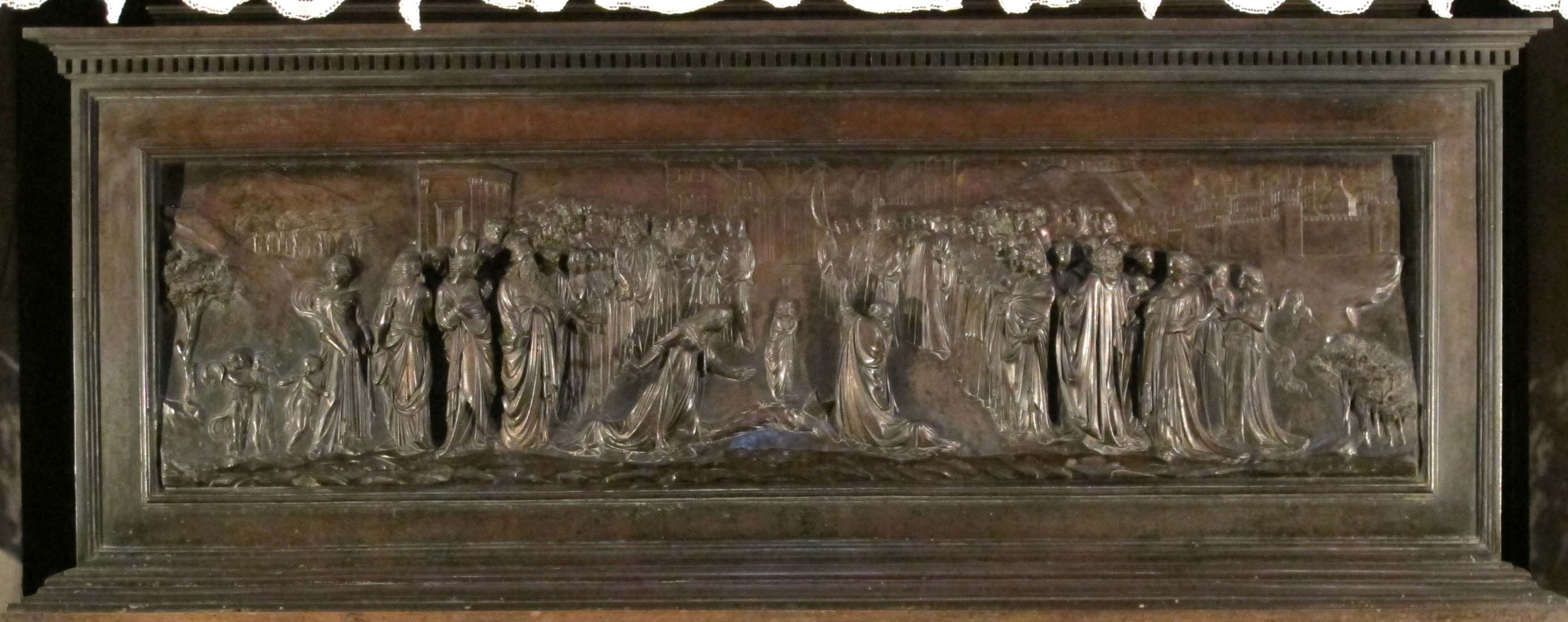
Zenobiusskrinet i Santa Maria del Fiore.

## Kuriosa
Nedslagskratern Ghiberti på planeten Merkurius och asteroiden 6054 Ghiberti är uppkallade efter honom.